# James Campbell Noble
James Campbell Noble (Edinburgh, 22 of 25 juli 1846 - Ledaig, Argyll (Schotland), 25 september 1913) was een Schotse kunstschilder. Hij schilderde landschappen, zeegezichten, portretten en genrestukken. Daarnaast was hij lithograaf, werkte met waterverf en maakte hij etsen.

## Loopbaan
James Campbell Noble werd in Edinburgh, Schotland, geboren. Hij was de neef van de Schotse schilder Robert Noble RSA (1857-1917), wiens leraar hij werd. Noble signeerde normaal als J.C. Noble maar ook soms als J. Campbell Noble. Hij kreeg les van George Paul Chalmers en William McTaggart aan de Royal Scottish Academy. Hij specialiseerde zich eerst in donkere interieurs. In 1879 werd hij  gekozen tot ARSA (Associate of the Royal Scottish Academy) en in 1892 tot RSA (Royal Scottish Academician). Nadien ging hij zich toeleggen op zee- en riviergezichten; dit genre beleefde tijdens de negentiende eeuw een opleving. Hij reisde en schilderde door geheel Europa maar zijn favoriete landen leken Nederland en Italië te zijn. Hij woonde gedurende een groot aantal jaren in Nederland en maakte vooral veel schilderijen van de haven van Dordrecht. Daarnaast schilderde hij in Nederland onder meer in 's-Gravendeel, Volendam en Zaandam. In het begin van de jaren tachtig van de 19e eeuw vestigde hij zich in Coldingham om de rotskusten van Berwickshire te schilderen. In 1900 keerde hij terug naar Nederland en schilderde vooral Nederlandse waterwegen. Van 1880 tot 1896 werd zijn werk tentoongesteld in de Royal Academy of Arts in Londen.
Tegen het einde van zijn leven verhuisde hij weer naar Schotland, waar hij in Dumfries and Galloway woonde. Hij werd echter in 1896 ook vermeld als verblijvende te Corstorphine. Zijn werk Sunset bij Glencaple werd in 1913 tentoongesteld door de Royal Scottish Academy. Een portret van Noble, geschilderd door John Pettie, hangt in de Scottish National Portrait Gallery te Edinburgh.

## Tentoonstellingen en musea
Werk van Noble werd tentoongesteld in de Royal Scottish Academy, het Royal Glasgow Institute of Fine Art, het Liverpool Museum, de Aberdeen Artists’ Society en de Royal Academy.
Werken van Noble zijn opgenomen in de collecties van het Stirling Museum, Perth and Kinros Council, de Royal Scottish Academy, Fife Council, het Laurence House Museum, het Museum Sheffield, het Glasgow Museum, het National Museum Liverpool en het Aberdeen Museum.